# ラマ・ギュルメ

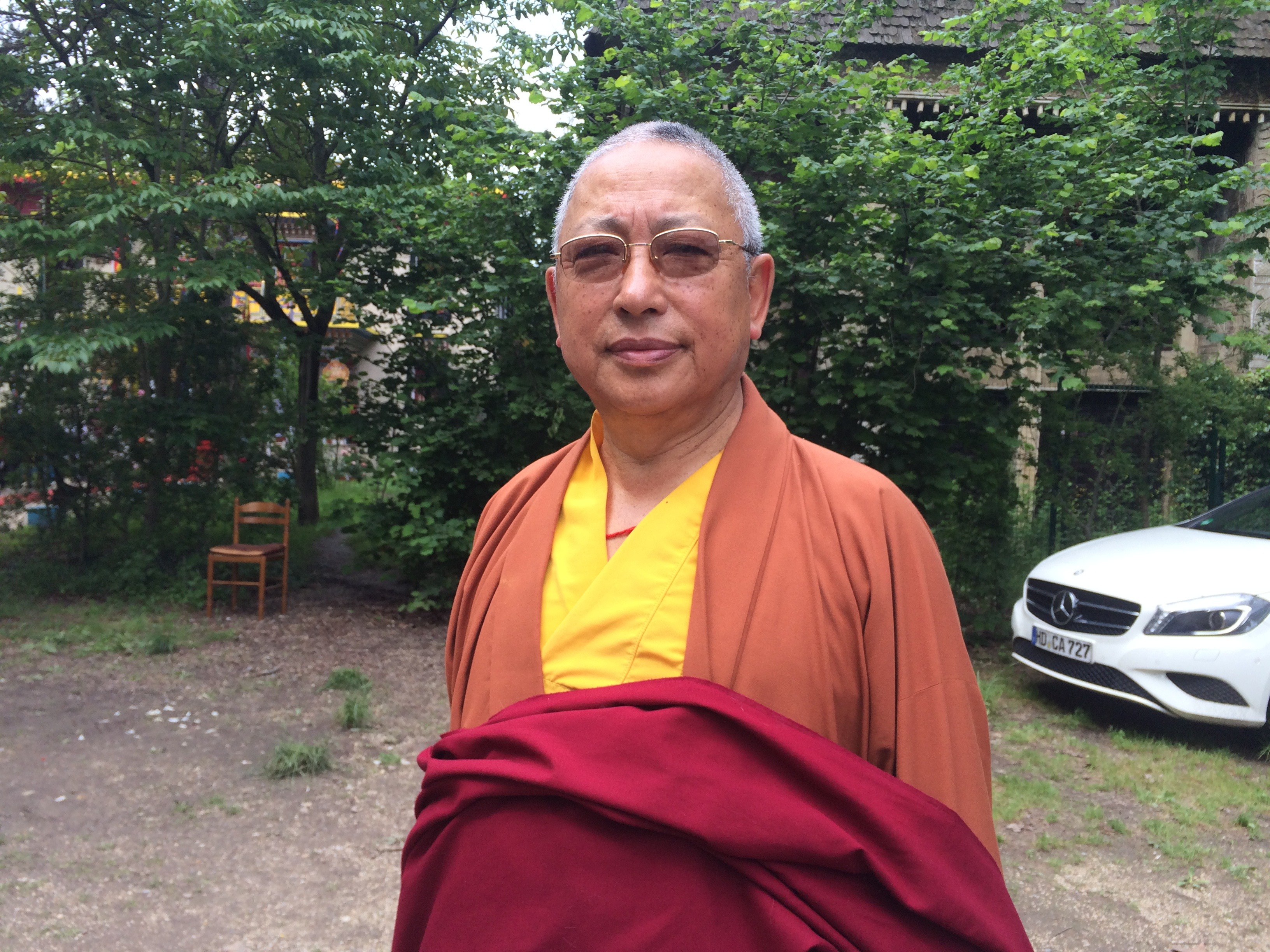
Lama Gyurme

ラマ・ギュルメ（Lama Gyurme、1948年9月26日 – ）は、ブータンのチベット仏教僧。1974年よりパリに移り住み、カギュ・ゾンで教えを説いている。
盲目のキーボーディストジャン＝フィリップ・リキエル（ファッションデザイナーソニア・リキエルの息子でもある）と出会ったのをきっかけに、詠唱による音楽活動を始めた。エリック・ヴァリ監督の映画『キャラバン』のサントラにも参加している。

## ディスコグラフィー

### アルバム
- Songs Of Aweking (1995年、ジャン＝フィリップ・リキエルとの競作)
- 祝福の雨 : ヴァジュラの歌 Rain Of Blessings: Vajra Chants (2000年、ジャン＝フィリップ・リキエルとの競作)
- Voices of Light (2013年、ジャン＝フィリップ・リキエルとの競作)